# Marin Kitagawa
Marin Kitagawa (喜多川 海夢 Kitagawa Marin?) es un personaje ficticio del manga y anime Sono Bisque Doll wa Koi o Suru. El personaje es una estudiante de primer año de secundaria, muy popular entre sus pares, gracias a su belleza y carisma. Sin embargo, particularmente se fija de su compañero Wakana Gojo y sus habilidades como sastre. 
Marin encaja en el estereotipo de «chica gal» y aunque no oculta sus gustos otaku, sí esconde su pasión por el contenido eroge y el cosplay. De naturaleza cálida y extrovertida, «anhela desesperadamente la conexión con otras personas», vive sola y es poco pudorosa. No tiene problema en expresar sus opiniones, pero se le dificulta demostrar sus sentimientos hacia Wakana, de quien se enamora en el transcurso del manga. 
Es interpretada en su idioma original por la seiyū Hina Suguta, mientras que en el doblaje dirigido a España lo interpreta Roser Vilches y en el hispanoamericano, lo realiza Erika Langarica.
Desde la publicación del manga —y más aún con la edición del anime—, el personaje ha sido bien recibido tanto por la crítica como la comunidad de manga, anime, e incluso de los Cosplayers. También su personaje ha recibido muchos premios y reconocimientos de la industria del anime. 

## Creación del personaje
Shinichi Fukuda quería crear un personaje que no fuera el estándar «tsundere» o «waifu perfecta», sino alguien que fuera animada, apasionada y solidaria. Fukuda repetidamente ha mencionado que se inspiró en chicas reales apasionadas por el cosplay y el anime, así como en su respeto por los pasatiempos creativos. Fukuda quería crear una heroína que rompiera los estereotipos sobre los personajes femeninos en el manga romántico.
A Hina Suguta, la seiyū del personaje, le resultó muy difícil expresar el papel. Movía su cuerpo cuando grababa para ayudar a transmitir la energía de Marin además de canalizar sus emociones. Siempre terminaba con mucha hambre después de grabar sus líneas dado el esfuerzo necesario.

## Apariencia y personalidad
Marin es una joven hermosa, extrovertida, alta y delgada con el pelo rubio hasta la cintura que le cubre la espalda lo que la hace muy popular entre sus compañeros masculinos en la escuela. Tiene los ojos café claro (aunque usa unos lentes de contactos ojos fucsia) con un flequillo que le cubre la frente llegando hasta sus largas pestañas, además de dos mechones de pelo que se extienden por encima de sus hombros en la parte delantera. El color de su cabello es rubio dorado con una degradación de tono rosa melocotón en las puntas. También posee una multitud de pendientes (piercings) en ambas orejas. En la escuela, viste de su uniforme de instituto de manera particular, una camisa atada a la cintura con las mangas remangadas, una falda tableada por encima de la rodilla y una corbata un poco aflojada, junto con una gargantilla (choker negro), un collar y una cadena en la muñeca, además que lleva un bolsillo en el pecho a la derecha. Marin tiene las uñas muy largas y lleva un anillo en el dedo meñique. fuera de la escuela, viste característico de las gals, destacando por sus telas floreadas y el uso del denim.
En cuanto a su carácter, Marin es bulliciosa, extravagante, desordenada y extremadamente torpe para realizar cualquier tarea manual. Como cosplayer y gran otaku, Marin es una gran fan del anime de chicas mágicas y de los videojuegos para adultos. Anhela fervientemente disfrazarse de ciertos personajes, ya que considera la idea de disfrazarse y convertirse en ellos es «la máxima expresión de amor» que se les puede mostrar, pero no lo hace si siente que no encaja con su apariencia, para no «arruinar su imagen». Aunque Marín se destaca por su amabilidad y simpatía, le desagradan mucho las personas que critican los intereses de otros, así como de los aprovechados ―lo que hace que rechace aun chico que quería salir con ella cuando este se burla de su gusto por el anime―. Su actitud imparcial y su naturaleza amigable la llevan a admirar profundamente a Wakana, sin importarle que los demás lo consideren torpe y callado, hasta el punto en que se muestra abiertamente amistosa con él en frente de todos sus compañeros de clase. Más adelante, se enamora de Gojo al ver que es una persona maravillosa, aunque tiene muchas dificultades para confesarlo.

## Recepción e influencia
La modelo e influencer japonesa Akari Akase con un atuendo de cosplay de Marin tuvo una amplia aparición en la televisión y las plataformas de redes sociales, lo que hizo que el personaje de manga fuera famoso más allá de la audiencia tradicional de anime. La imagen de Kitagawa ha inspirado a muchos cosplayers desde el estreno del manga; la renombrada diseñadora de vestuario Nymphahri compartió su visión de la colegiala, recreó algunas de las poses características del personaje.
En una entrevista, el director Keisuke Shinohara llamó a Marin «un personaje que no hemos visto antes», señalando su posición única como una chica que es la primera en confesar su amor, lo que resonó particularmente fuerte entre el público femenino.
The Times of India describe la serie como «de nicho a fenómeno global», donde Marin Kitagawa se ha convertido en «un gran favorito entre los cosplayers y los fanáticos del anime».

## Premios y nominaciones
- Newtype Anime Awards (2022) — «Mejor personaje femenino» (ganadora)[11]
- Crunchyroll Anime Awards (2023) — «Mejor personaje principal» (nominada)[12]
- Crunchyroll Anime Awards (2023) — Personaje en la categoría «Debe ser protegido a toda costa» (nominada)[12]
- Anime Corner — Mejor personaje femenino de la temporada 2022 (ganadora) [13]
- AnimeClick.it — La «mejor waifu de 2023» (finalista)[14]